# Bánský dvůr
Bánský dvůr (chorvatsky Banski dvori, dosl. Bánské dvory) je název pro historickou budovu, která původně sloužila jako sídlo chorvatských bánů. Nachází se na západní straně náměstí svatého Marka v centru chorvatské metropole Záhřebu. V současné době slouží jako sídlo chorvatské vlády. 

## Historie

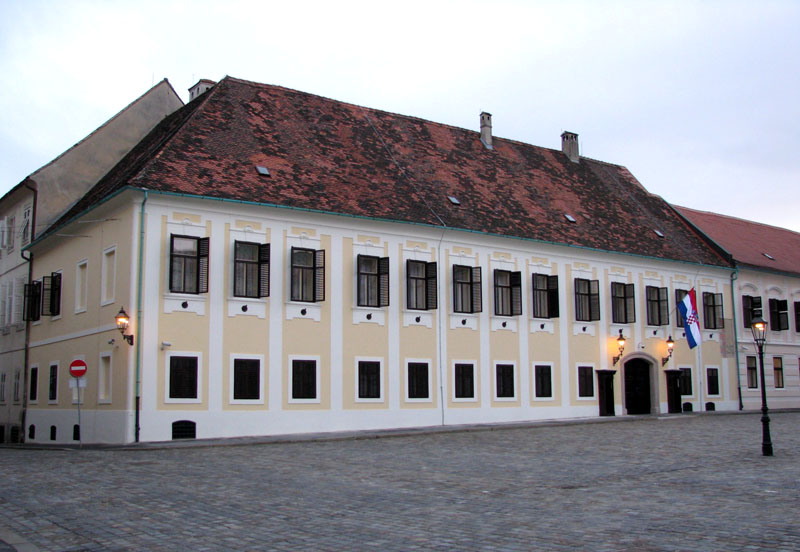
Pohled na budovu v roce 2009

Komplex Bánských dvorů tvoří dlouhý barokní jednopatrový blok spolu s palácem, který na něj stavebně navazuje. Celkem dva takto spojené objekty (s adresou Trg. sv. Marka č. 1 a 2) vznikly ve druhé polovině 18. a na začátku 19. století přestavbou a rozšířením starších středověkých staveb. Komplex vymezují ulice Freudenreichova, Matoševa a Brezovačkog.
V letech 1809 až 1918 budova sloužila jako sídlo chorvatských bánů, správců-místodržitelů Chorvatského království v rámci Uherska. 
V minulosti zde sídlily části vlády předválečné Jugoslávie, NDH i později orgány Chorvatské socialistické republiky v rámci Jugoslávské federace. 
Během Chorvatské války za nezávislost zaútočilo na budovu jugoslávské letectvo raketami. 
V současné době slouží jako sídlo chorvatské vlády. 